# Гречко Дмитро Миколайович
Дмитро́ Микола́йович Гречко (нар. 12 квітня 1970 — пом. 14 січня 2015) — солдат 15-го окремого гірсько-піхотного батальйону Збройних Сил України, учасник російсько-української війни.

## Життєпис
В часі війни — помічник гранатометника 15-го окремого гірсько-піхотного батальйону.
14 січня 2015-го зазнав важких осколкових поранень під час мінометного та гранатометного обстрілу опорного пункту поблизу села Нікішине. Помер під час медичної евакуації.
Похований у Полтаві, центральне міське кладовище, Алея Героїв.
Без Дмитра лишилися старенька хвора мама та брат, з дружиною у попередньому шлюбі дітей не було.

## Нагороди та вшанування
- Указом Президента України № 270/2015 від 15 травня 2015 року, «за особисту мужність і високий професіоналізм, виявлені у захисті державного суверенітету та територіальної цілісності України, вірність військовій присязі», нагороджений орденом «За мужність» III ступеня (посмертно)[1].
- Нагороджений медаллю УПЦ КП «За жертовність і любов до України» (посмертно).
- Рішенням Полтавської обласної ради нагороджений відзнакою "За вірність народу України" І ступеня (посмертно).
- Нагороджений «Дебальцевским Хрестом» (посмертно).
- На фасаді Полтавської школи № 29, де навчався Дмитро, відкрили меморіальну дошку на його честь[2].
- Вшановується в меморіальному комплексі «Зала пам'яті», в щоденному ранковому церемоніалі 14 січня[3][4].